# Nicolae Jurebiță
Nicolae Jurebiță (n. 1898, Covasna, comitatul Trei Scaune, Regatul Ungariei – d. secolul al XX-lea, Brașov) a fost comandant al Gărzii Naționale Române din Covasna în anul 1918.

## Biografie
Studiile și le face la Școalele Centrale Române greco-ortodoxe din Brașov.